# Backgammon

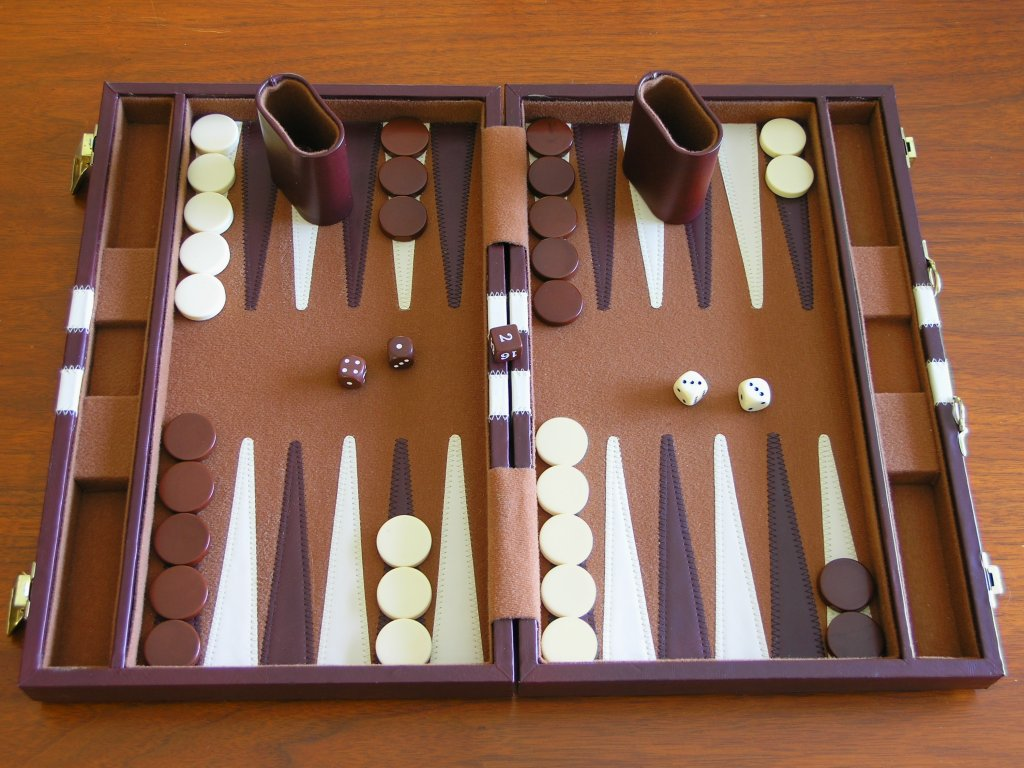
Modernes Backgammonbrett

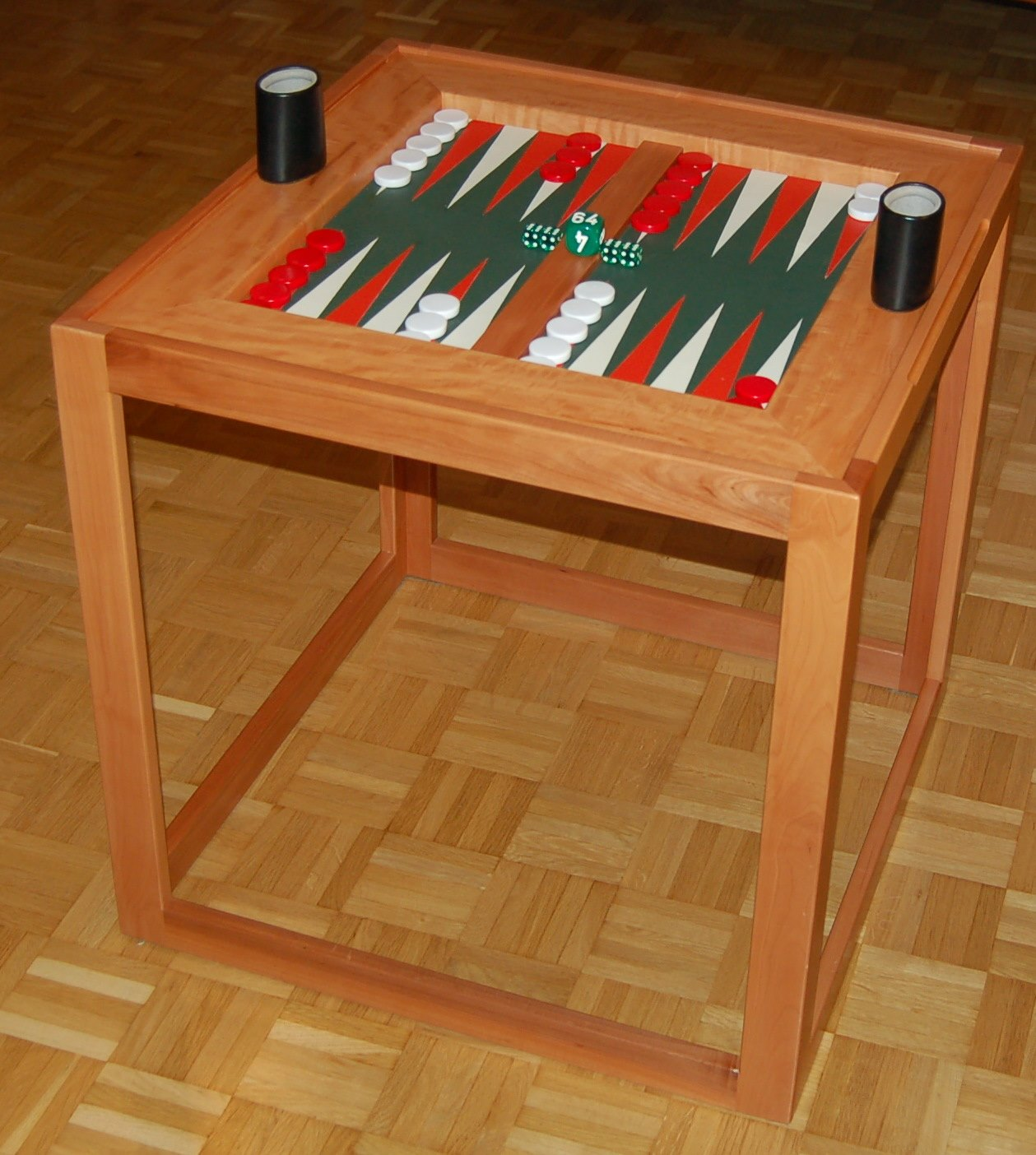
Moderner Backgammontisch

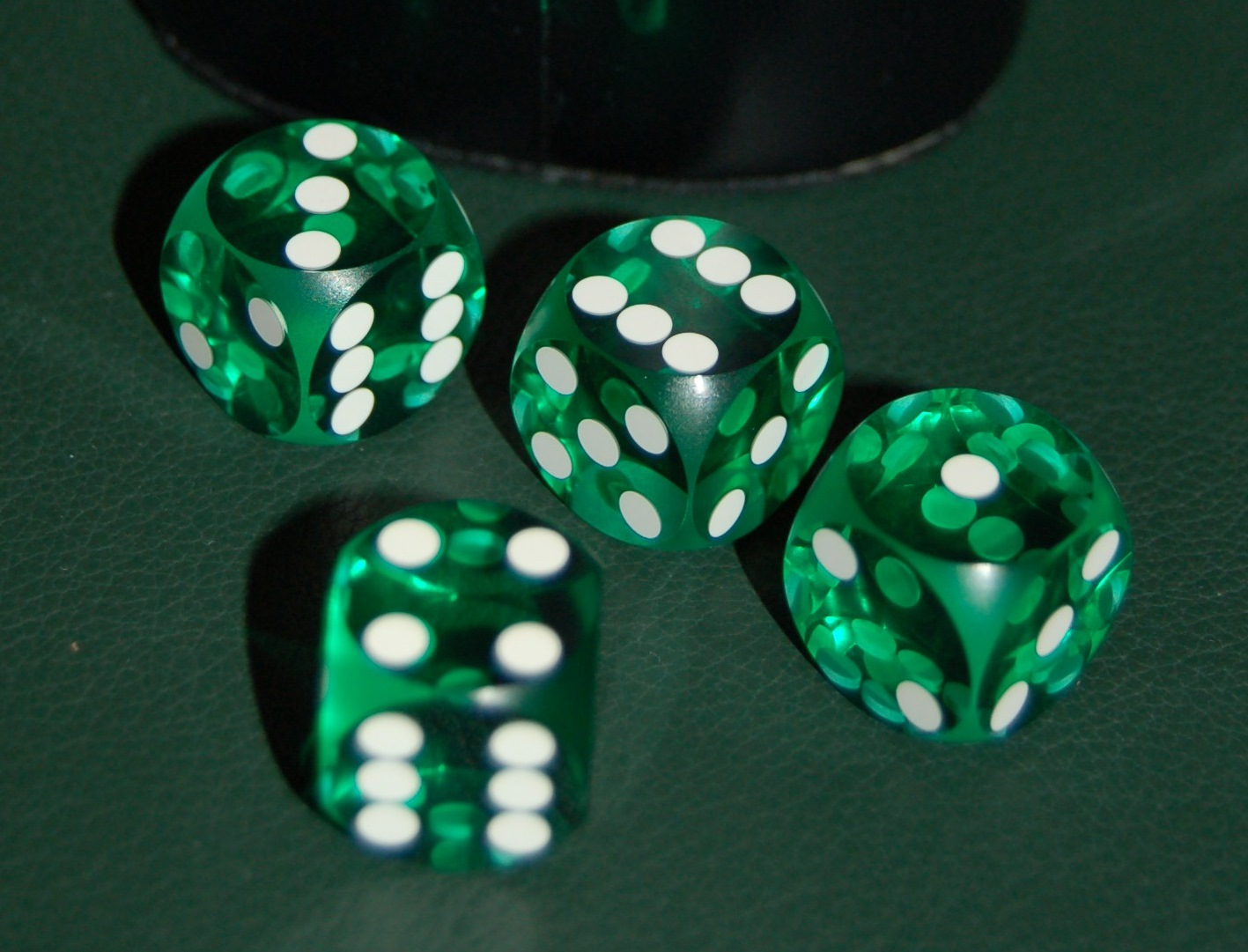
Transparente Präzisionswürfel aus Celluloseacetat mit abgerundeten Kanten (ball cornered)

Backgammon ist ein Brettspiel und eine Mischung aus Strategie- und Glücksspiel. Es gehört zu den Wurfzabel-Spielen (englisch tables games), einer der ältesten Brettspielefamilien der Welt. Es gewinnt der Spieler, der als Erster alle eigenen Steine aus dem Spielfeld abtragen kann.

## Etymologie
Der Name stammt wohl von angelsächsisch bac gamen (gemäß Skeat zu englisch back, „zurück“, und mittelenglisch game(n), „Spiel“, wohl im Sinne von backgame, „Rückspiel“, da die geschlagenen Spielsteine wieder zurück ins Spiel gewürfelt werden müssen). Das Wort könnte laut Gregor Delvaux de Fenffe auch ursprünglich aus dem Walisischen stammen (back = „klein“, cammon = „Schlacht“).
Vermutlich 1678 wurde das Wort Backgammon in der englischen Literatur durch Samuel Butler in seinen Gedichten über den Puritanismus erstmals erwähnt (in seinem Epos Hudibras, Kapitel 3).

## Geschichte

### Antike

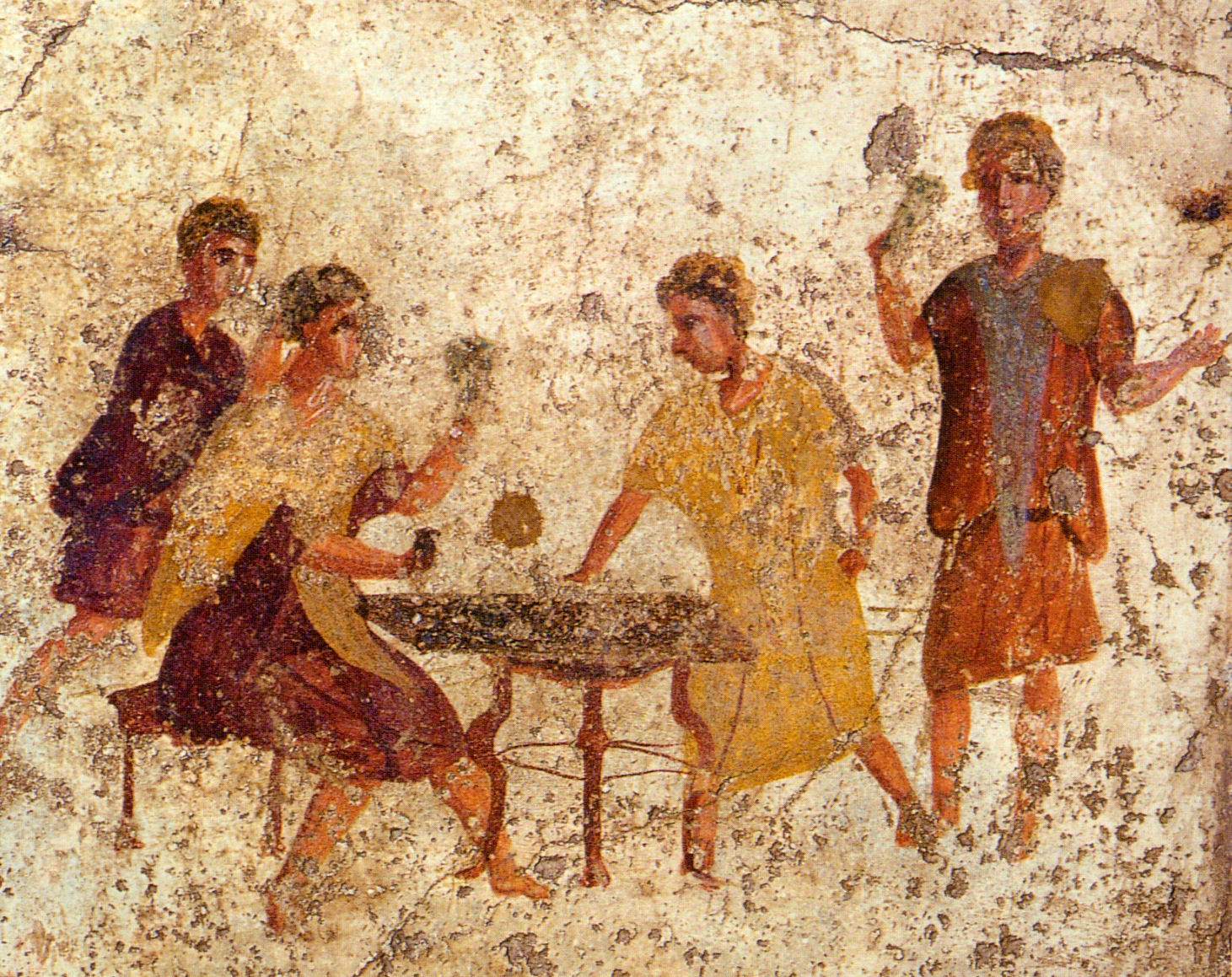
Würfelspieler auf einem antiken Fresko in Pompeji.

Die verschiedenen Spiele, die seit dem Hochmittelalter in Europa auf dem Backgammon-Brett gespielt werden, haben ihre Vorläufer in Spielen, die bereits im ersten Jahrtausend n. Chr. im römischen Reich und im Sassanidenreich bekannt waren. Die Ursprünge dieser Vorläufer liegen im Dunkeln.
Ein Vorläufer des modernen Backgammon ist das römische Spiel Duodecim Scripta oder Ludus duodecim scriptorum (deutsch: Spiel der zwölf Markierungen). In Pompeji wurde eine zweiteilige Wandmalerei entdeckt: im ersten Bild sieht man zwei diskutierende Römer beim Spielen, im zweiten Bild den Besitzer der Herberge, der die beiden gewaltsam aus seinem Haus wirft. Es ist denkbar, dass auf dem Fresko Duodecim Scripta gespielt wird.
Zu Duodecim Scripta sind keine Spielregeln überliefert. Die erhaltenen Spiele sind überwiegend aus Stein, weil nur wenige hölzerne Spielbretter die Zeit überdauert haben. Anders als beim heutigen Backgammon ist das Brett nicht in vier Bereiche mit je sechs Feldern unterteilt, sondern in sechsmal sechs Felder (drei Zwölferreihen).
Etwa im 4. Jh. kam eine Variante auf, bei der eine der Zwölferreihen weggelassen wurde. Diese Variante wird meist als Alea (Würfel), Tabula (Spielbrett, Tafel) oder Tabulae (Mehrzahl wegen vier Tafeln mit je sechs Feldern) bezeichnet.
Im spätantiken Sassanidenreich wurden Schach und der Backgammon-Vorläufer Nard am Königshof gespielt.

### Mittelalter

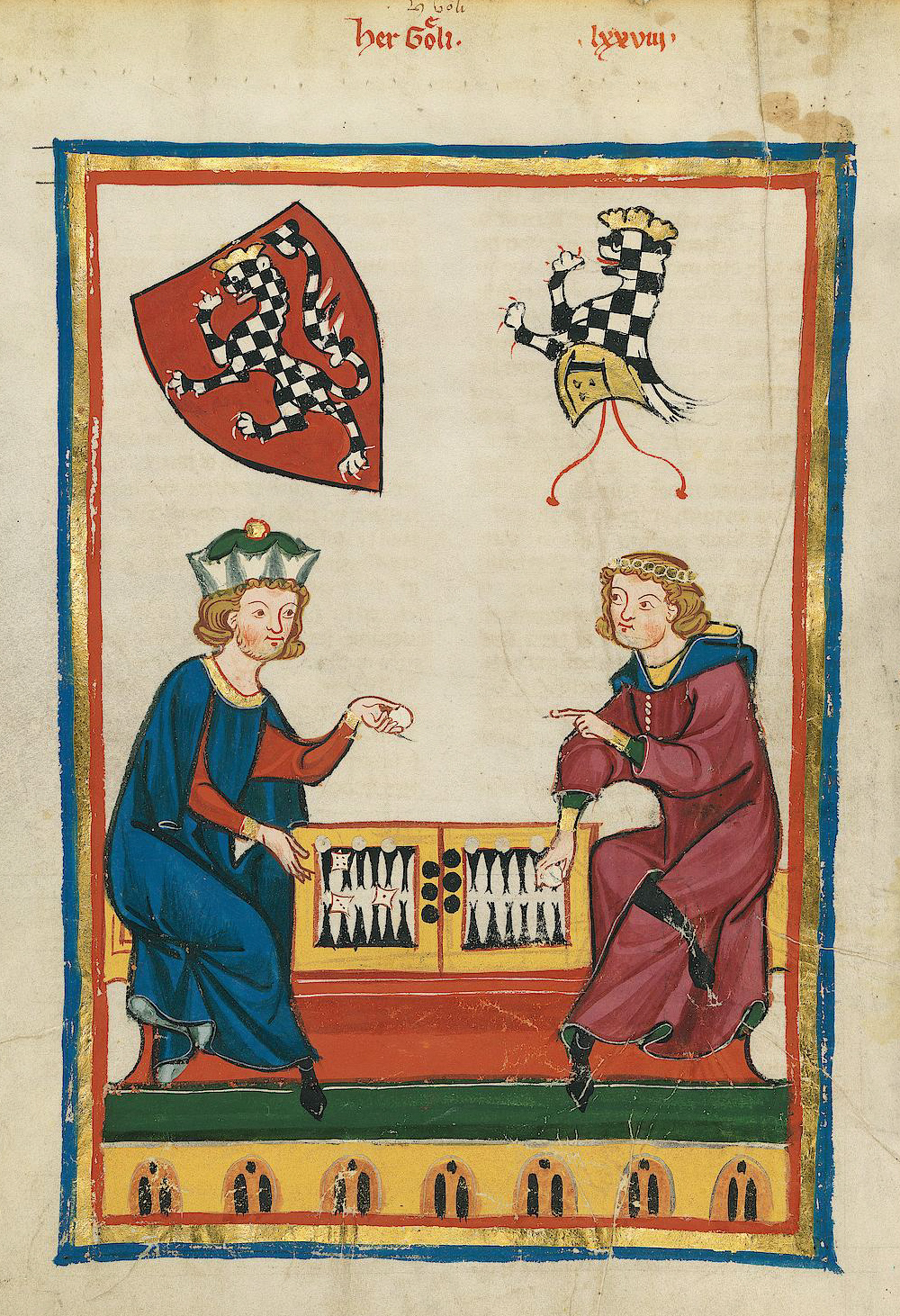
Mittelalterliche Darstellung eines Wurfzabel-Spiels, eines Vorläufers des Backgammon, aus dem Codex Manesse

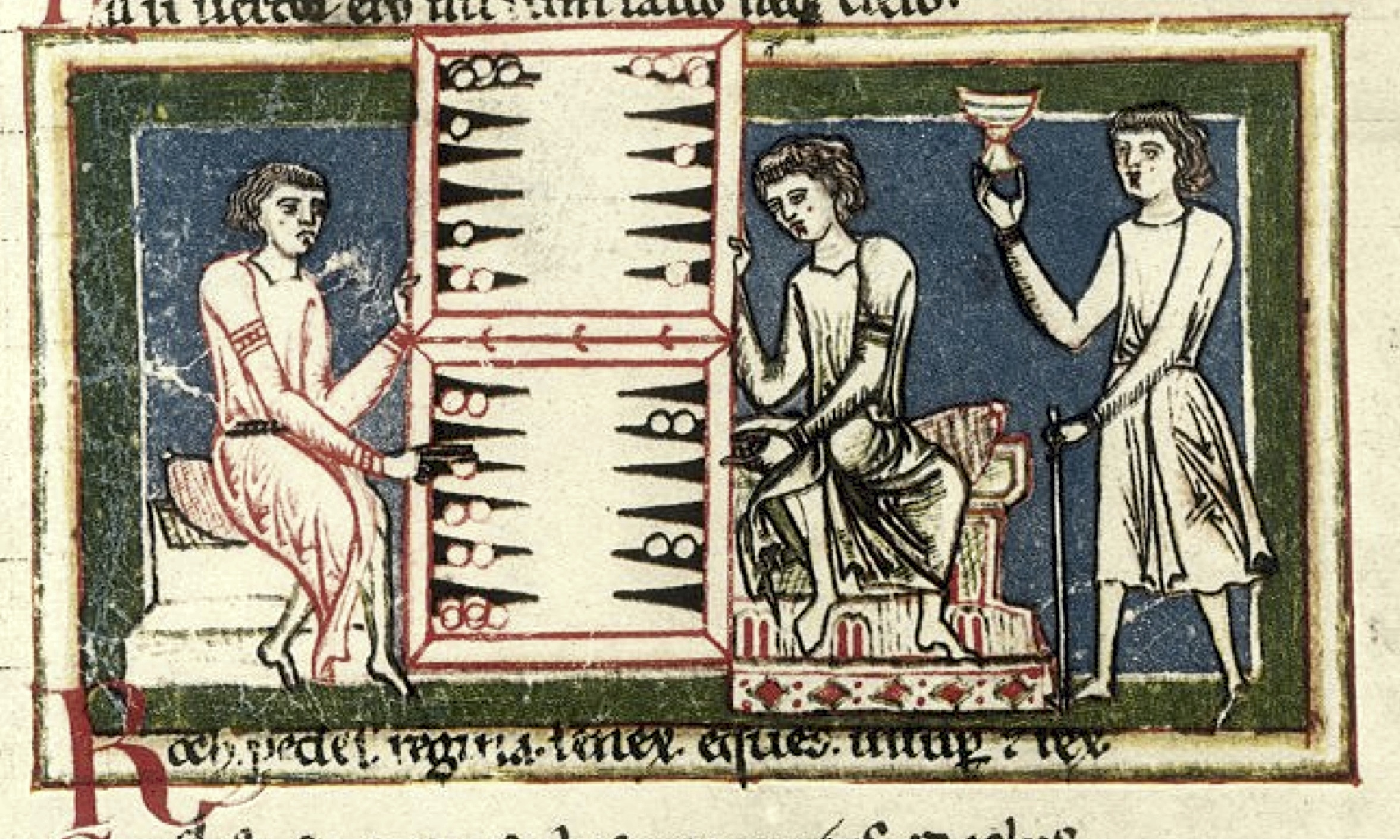
Wurfzabelspieler (13. Jahrhundert)

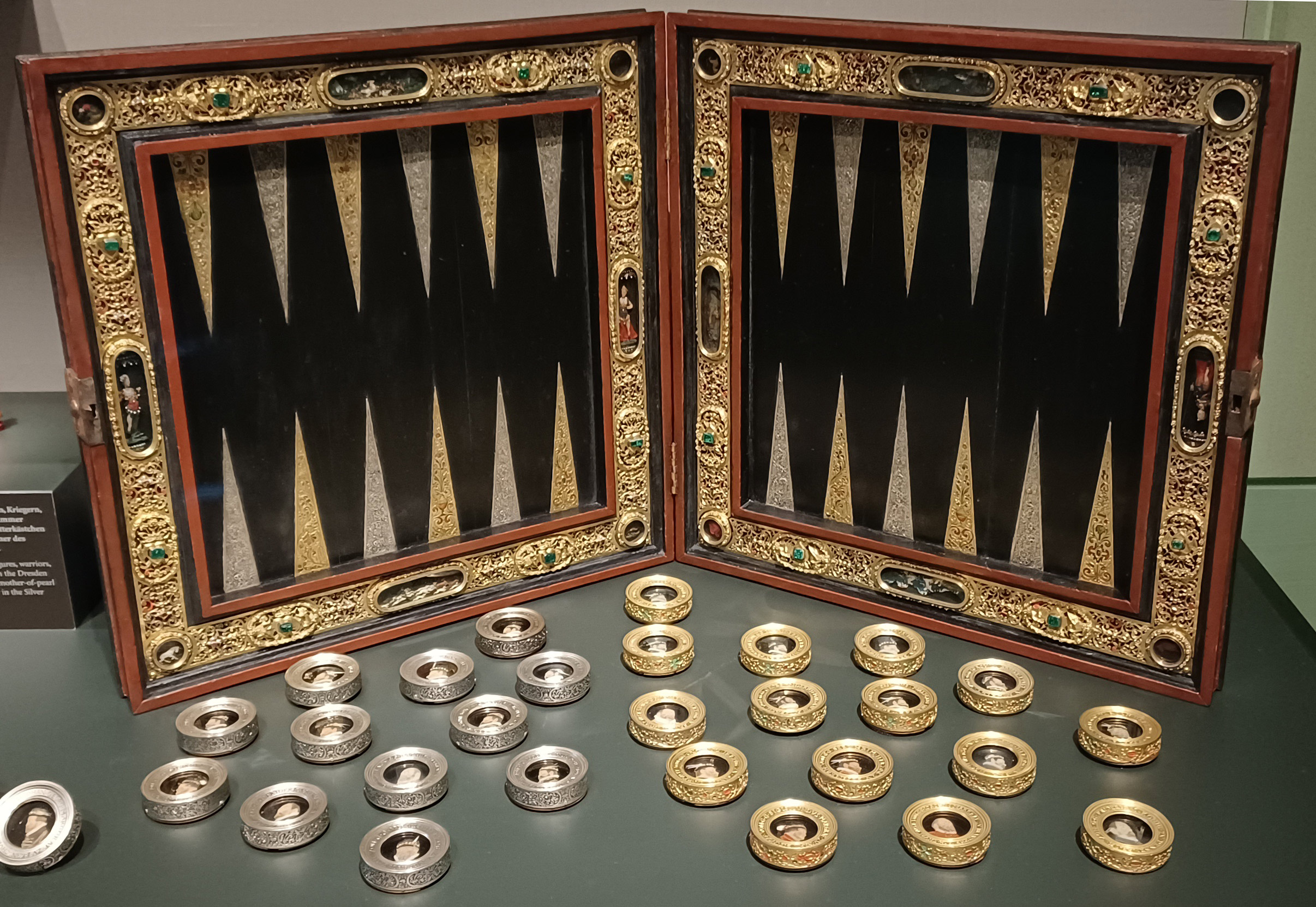
TricTrac, Hinterglasmalerei, Deutschland, 16. Jh., Spielsteine mit Fürstenköpfen, 2021 im Residenzschloss Dresden ausgestellt (Dauerausstellung der Rüstkammer:
„Weltsicht und Wissen um 1600“)

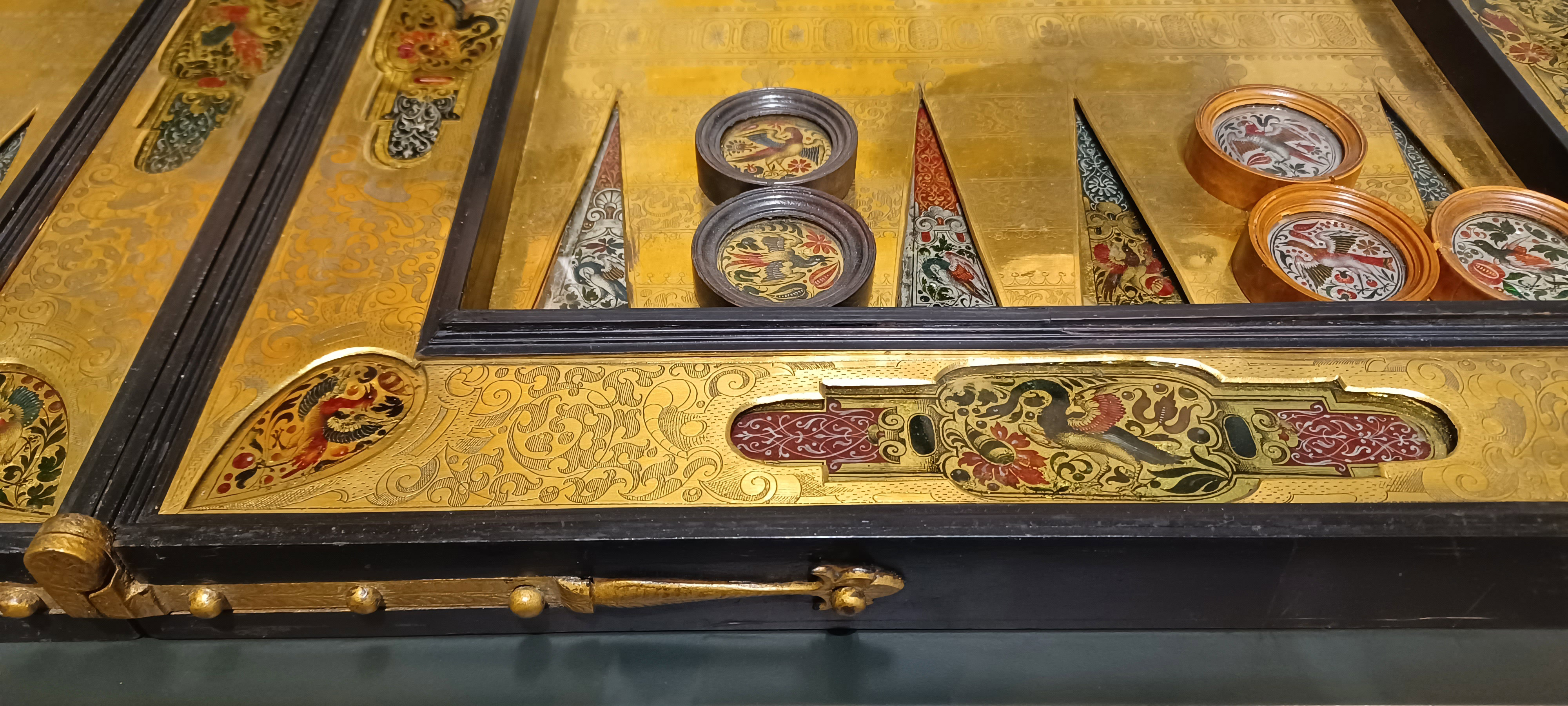
TricTrac, Hinterglasmalerei, Deutschland, 16. Jh., Spielsteine mit Vogelmotiven, 2021 im Residenzschloss Dresden ausgestellt (Dauerausstellung der Rüstkammer: „Weltsicht und Wissen um 1600“)

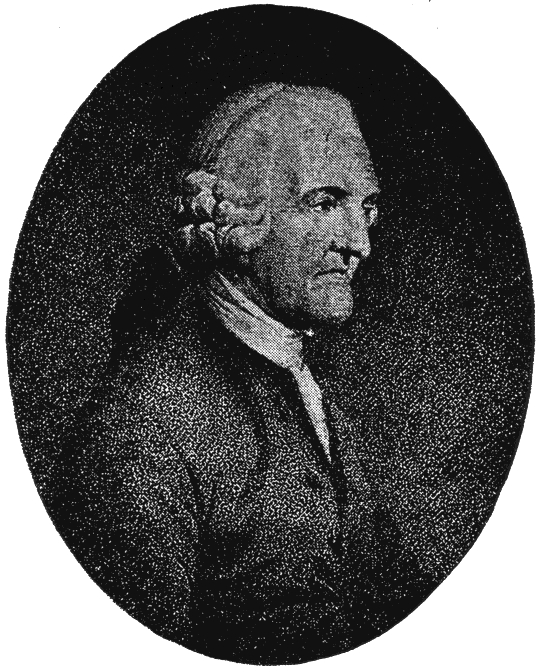
Edmond Hoyle (1672–1769)

Im Frühmittelalter geriet das Spiel in Westeuropa in Vergessenheit, bis es spätestens zur Zeit der Kreuzzüge wiederentdeckt wurde. Im Buch der Spiele von König Alfons X. von Kastilien sind mehrere Backgammon-Vorläufer ausführlich beschrieben. Zuerst war es ein beliebter Zeitvertreib der Adeligen, allmählich setzte es sich auch in der Bevölkerung durch.
Teile eines Tric-Trac-Brettes aus dem 12. Jahrhundert wurden in Saint-Denis (Frankreich) gefunden. Die aus Knochen gefertigten Spielfelder und Randstücke waren als Intarsien in ein Holzbrett eingelassen. In Freiburg im Breisgau kam in der Latrine des Augustiner-Eremiten-Klosters ein vollständig erhaltenes Spielbrett mit Spielsteinen zum Vorschein. Das Klappbrett stammt aus dem 13./14. Jahrhundert. Rahmen und Brett bestehen aus Hartholz, die Spielfelder sind Intarsien aus dunklem Edelholz.
Backgammon selbst stammt aus England und war eine Variante des Irish-Spiels. 1635 wurde es in einem Brief von James Howell erstmals erwähnt, als Baggammon, aber die Regeln waren damals etwas anders. So gab es keinen Dopplerwürfel, die Erfordernisse für ein einfaches, doppeltes oder dreifaches Spiel waren auch anders als heute. Backgammon hat Irish bald verdrängt; nirgendwo in der westlichen Welt wurde schon so früh und so intensiv Backgammon gespielt wie in England. Laut mündlichen Überlieferungen erließ Richard Löwenherz ob der Spielleidenschaft seiner Soldaten eine Verordnung, dass niemand, der von geringerem Stand als ein Ritter war, um Geld würfeln durfte. Im Mittelalter hieß das Spiel deutsch Wurfzabel und unterschied sich nur sehr geringfügig vom heutigen Backgammon.

### Neuzeit
Während des Dreißigjährigen Kriegs und danach erlebte Backgammon in ganz Europa wieder eine Zeit größter Beliebtheit, aus dieser Epoche stammen die französischen bzw. deutschen Varianten bzw. Namen Tric Trac und Puff. Im Englischen wurde das Spiel bis ins 17. Jahrhundert in Anlehnung an die lateinische Bezeichnung Tables genannt. Der englische Spieleexperte Edmond Hoyle verfasste im Jahre 1743 eine Broschüre, in der er die Regeln beschrieb und de facto festlegte.

### 20. Jahrhundert

#### Vereinheitlichung der Regeln
Die letzte entscheidende Veränderung war die Einführung des Verdoppelungswürfels, erfunden in den 1920er Jahren in einem New Yorker Spielclub.
Die Regeln des modernen Backgammon stammen vom Card and Backgammon Committee des New Yorker Racquet and Tennis Club aus dem Jahre 1931 und wurde im Jahre 1970 geringfügig modifiziert.

#### Der Backgammon-Boom
Der erste große Boom im modernen Backgammon entstand, als Prinz Alexis Obolensky das erste große internationale Backgammon-Turnier 1964 auf den Bahamas veranstaltete. Dieses Turnier wurde fortan jährlich ausgerichtet: Alle damaligen Backgammon-Größen wie John R. Crawford, Oswald Jacoby, Walter Cooke u. a. konnten sich in den Siegerlisten verewigen.
War Backgammon in vergangenen Zeiten oft das Spiel der Adeligen und oberen Gesellschaftsklassen, so trugen in der Öffentlichkeit bekannte Persönlichkeiten wie Christina Onassis, Hugh Hefner, Jimmy Connors, Gunter Sachs etc. sowie Medienberichte in Zeitungen und Magazinen wesentlich zur Popularisierung von Backgammon bei. Die intensive Beschäftigung forcierte auch die Entwicklung der Theorie zum Spiel; erste analytische Bücher wurden verfasst.
Die erste Backgammon-Weltmeisterschaft wurde 1967 in Las Vegas veranstaltet, der erste Backgammon-Weltmeister hieß Tim Holland. Von 1975 bis 1978 wurden die Backgammon-Weltmeisterschaften auf den Bahamas abgehalten, seit 1979 finden sie in Monte Carlo statt.
Der Boom der 1960er Jahre setzte sich bis in die 1980er fort. Heute steigt die Beliebtheit von Backgammon wieder durch die Möglichkeiten des Computer-Backgammon und des Spiels via Internet.

## Spielregeln

### Aufbau des Spiels

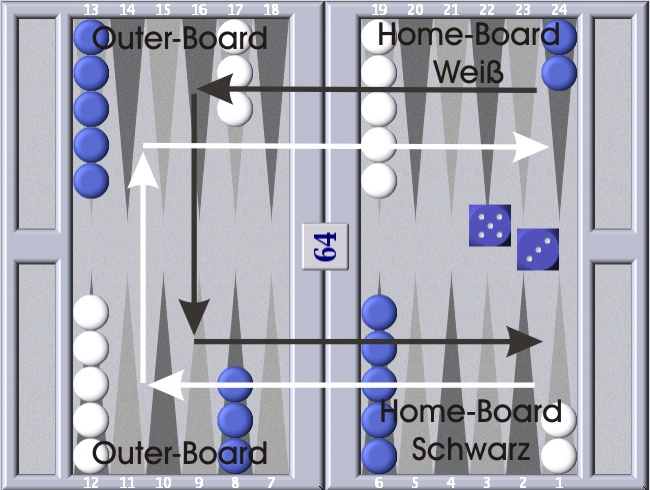
Backgammon-Brett mit Anfangsaufstellung und Zugrichtungen

Das Spielbrett besteht aus 24 Dreiecken, Points, Zungen oder Felder genannt, von denen sich jeweils 12 auf einer Seite befinden. Zwischen dem 6. und 7. Point auf jeder Seite werden die Points durch die so genannte Bar in das Home- und das Outer-Board oder Heimfeld und Außenfeld aufgeteilt.
Ein Spieler zieht im Uhrzeigersinn und der andere im Gegenuhrzeigersinn um das Brett herum; der erste Point eines Spielers ist zugleich der letzte des Gegners. Jeder Spieler zieht seine Steine aus dem gegnerischen Heimfeld über die 12 Points des Außenfelds in sein eigenes Heimfeld und trägt sie von dort ab (würfelt sie heraus). Geschlagene Steine werden auf die Bar gelegt und von ihrem Besitzer wieder in das gegnerische Heimfeld gespielt.
Es ist nicht festgelegt, ob Weiß im Uhrzeigersinn zieht und ob das Heimfeld aus Sicht von Weiß rechts oder links liegt. Es gibt hier also vier Möglichkeiten: Der Startpunkt von Weiß kann links oder rechts oben oder links oder rechts unten sein. Falls man hierüber keine Einigung erzielt, wird es ausgewürfelt. Die Zugrichtungen der Spieler ergeben sich dann daraus. Es ist auch nicht vorgegeben, ob Weiß oder Schwarz den ersten Zug hat, auch das wird ausgewürfelt.
Gespielt wird mit 15 weißen und 15 schwarzen Steinen, die jedoch auch von anderer Farbe sein können, man muss sie nur deutlich unterscheiden können. Ihre Aufstellung ist fest vorgegeben. Auf dem jeweils ersten Point eines Spielers (also im Bild für Weiß ganz rechts unten, für Schwarz ganz rechts oben) liegen zwei von dessen Steinen, auf dem in Spielrichtung liegenden 12. Point (ganz links unten für Weiß und ganz links oben für Schwarz) jeweils fünf, dann auf dem 17. Point jeweils drei und auf dem 19. Point wieder jeweils fünf Steine (somit oben rechts von der Bar für Weiß und unten rechts von der Bar für Schwarz).
Gewürfelt wird mit zwei sechsseitigen Würfeln.
Bei Turnierspielen wird mit dem Dopplerwürfel gespielt, der zu Beginn in die Mitte der Bar gelegt wird.

### Ziel des Spiels
Wer alle seine Spielsteine ins Home-Board bringt, darf sie dann hinauswürfeln. Das Spiel ist gewonnen, wenn der Gegner aufgibt oder wenn man alle eigenen Steine ausgewürfelt hat. Bei Turnierspielen und wenn um Einsatz gespielt wird, ist das Spiel vorzeitig gewonnen, wenn der Gegner einer Einsatzverdoppelung nicht zustimmt und somit aufgibt.

### Spielbeginn und Spielablauf
Beim ersten Wurf verwendet jeder Spieler nur einen Würfel. Das wird wiederholt, bis die gewürfelten Zahlen verschieden sind. Der Spieler, der die höhere Augenzahl gewürfelt hat, beginnt.
Er darf seine Steine um die eigene Augenzahl und um die des Gegners vorrücken. Nach dem Eröffnungswurf ziehen die Spieler abwechselnd, und der Spieler am Zug würfelt mit je zwei Würfeln.
In jedem Zug werden die Steine des Ziehenden entsprechend der gewürfelten Augenzahlen gesetzt. Die Augenzahlen werden nicht zusammengezählt, sondern einzeln und nacheinander gesetzt. Beide Augenzahlen können jedoch mit demselben Stein gesetzt werden. Welche Augenzahl zuerst gesetzt wird, ist dem Spieler überlassen. Es müssen aber, falls möglich, beide Zahlen gesetzt werden. Ist das nicht möglich, muss wenn möglich die höhere Zahl verwendet werden. Kann keine der beiden Zahlen verwendet werden, so setzt der Spieler für diesen Zug aus.
Die Steine können nur auf Felder gesetzt werden, die noch offen sind, d. h. auf denen sich nicht mehr als ein gegnerischer Stein befindet. Auf Felder, die bereits mit zwei oder mehr gegnerischen Steinen besetzt sind, darf man nicht ziehen. Man darf hingegen jederzeit auf ein Feld ziehen, auf dem sich bereits eigene Steine befinden; die Zahl der Steine, die auf einem Feld liegen dürfen, ist unbegrenzt.

#### Pasch
Würfelt man einen Pasch, also zwei gleiche Zahlen (z. B. 6 und 6), so werden die gewürfelten Zahlen doppelt gezogen. In diesem Beispiel also viermal die 6. Der Ziehende muss alle diese Züge ausführen, oder, falls dies nicht geht, so viele wie möglich.

#### Schlagen
Wird ein Spielstein auf ein Feld gesetzt, das von einem einzelnen gegnerischen Stein besetzt ist, so wird dieser geschlagen und auf die Bar gelegt. Dies geschieht auch dann, wenn man auf diesem Feld nur einen „Zwischenstopp“ macht, d. h. mit einem Stein beide Augenzahlen setzt. Der Besitzer dieses Steins darf erst dann andere Steine ziehen, wenn er ihn von der Bar wieder zurück ins Spiel gebracht hat.

#### Geschlagene Steine ins Spiel zurückbringen
Der Spieler würfelt wie in einem normalen Zug, setzt aber seine Steine gemäß der Augenzahl von der Bar in das Heimfeld des Gegners. Hat der Spieler z. B. eine 3 und eine 5 gewürfelt, so muss er einen Stein auf das 3. oder 5. Feld setzen. Gezählt wird hierbei in der eigenen Spielrichtung. Auch hier darf man nicht auf ein Feld mit mehreren gegnerischen Steinen setzen, und ein einzelner gegnerischer Stein auf dem Zielfeld wird geschlagen. Kann kein Stein gesetzt werden, so verfällt der ganze Wurf und der Gegner ist am Zug. Wurden mehrere Steine geschlagen, müssen alle zurück ins Spiel gebracht werden, bevor deren Besitzer wieder Steine von einem Feld des Bretts ziehen kann.

#### Auswürfeln
Befinden sich alle 15 Steine eines Spielers im Heimfeld oder sind bereits ausgewürfelt (abgetragen; ausgespielt), so darf dieser Spieler in diesem Zug auswürfeln. Ein Stein wird aus dem Heimfeld ausgespielt, indem er genau einen Schritt über das letzte Feld des eigenen Heimfelds hinaus gezogen wird. Kann mit einer Zahl kein Stein ausgespielt werden, so muss der Wurf im eigenen Heimfeld gezogen werden. Ist auch das nicht möglich, weil nur noch auf niedrigeren Feldern Steine sind, so wird ein Stein vom höchsten noch besetzten Feld ausgespielt. Beispiel: Beim Auswürfeln würfelt der Spieler eine 2 und eine 4. Auf Feld 2 befinden sich noch Steine, auf Feld 4 aber nicht. Befindet sich nun ein Stein auf Feld 5 oder 6, muss dieser mit der 4 gezogen werden. Sind die Felder 5 und 6 dagegen ebenfalls leer, so wird statt vom Feld 4 ein Stein vom nächstkleineren besetzten Feld mit der 4 ausgespielt. Gewinner ist der Spieler, der zuerst alle Steine ausgewürfelt hat.
Beim Auswürfeln ist auch folgendes möglich: Sitzt z. B. auf dem Feld 6 ein einzelner Stein, so kann der Spieler, wenn er 6 und 1 gewürfelt hat, mit der 6 diesen Stein herausnehmen und dann mit einem anderen die Eins ziehen. Er kann aber auch zuerst mit der Eins von Feld 6 auf Feld 5 ziehen, und dann diesen Stein von Feld 5 mit der 6 herausnehmen, da jetzt Feld 6 unbesetzt ist.
Es darf jederzeit gezogen werden, anstatt Steine herauszunehmen. Beispiel: Sind die Felder 1 bis 3 mit je zwei Steinen besetzt und der Gegner muss noch einen Stein von der Bar einwürfeln, so kann es sinnvoll sein, beim Würfelergebnis 1 und 2 zweimal vom Feld 3 zu ziehen, anstatt von den Feldern 1 und 2 auszuspielen, um keinen Einzelstein stehen zu lassen, der geschlagen werden könnte.
Generell ist es im gesamten Spiel unzulässig, seine gewürfelten Augen zu „splitten“. Der Spieler muss die jeweiligen Augen verwenden. Z. B. würfelt er eine 3 und eine 5.
In diesem Falle ist es nicht möglich, 6 Augen mit einem und 2 Augen mit einem anderen Stein zu ziehen, man muss sowohl die 5 als auch die 3 ziehen. Das gilt auch, wenn nicht beide gewürfelten Zahlen gezogen werden können; dann muss man die höhere ziehen, falls möglich, ansonsten die niedrigere, und wenn beides nicht geht, muss man aussetzen.

#### Würfeln
Die Würfel müssen beide glatt auf dem Brett aufliegen. Ist ein Würfel angekippt oder auf einem Stein gelandet, wird mit beiden Würfeln neu gewürfelt. Erst wenn der eine Spieler nach dem Setzen seine Würfel aufgenommen hat, ist der andere Spieler mit Würfeln (oder Verdoppeln) an der Reihe. Bei Turnieren ist die Verwendung von Würfelbechern zwingend vorgeschrieben.

### Unzulässige Züge
Wenn ein Spieler einen Zug macht, der nach den Regeln nicht zulässig ist, kann der Gegner verlangen, dass ein legaler Zug gemacht wird, muss es aber nicht. Wenn es z. B. einen besseren und legalen Zug gibt, braucht er daher keine Korrektur zu verlangen.
Sobald jedoch der Gegner des Spielers, der den illegalen Zug gesetzt hat, gewürfelt hat, ist der illegale Zug gutgeheißen, und es kann keine Korrektur mehr gefordert werden.

## Gewinnstufen

### Einfaches Spiel – Single game
Hat ein Spieler alle Steine abgetragen und der Gegner zu diesem Zeitpunkt bereits mindestens einen eigenen Stein herausgewürfelt, so verliert dieser einfach.

### Doppeltes Spiel – Gammon
Hat der Gegner noch keinen Stein herausgewürfelt, so wird das Spiel doppelt bewertet. Diese Situation wird Gammon genannt.

### Dreifaches Spiel – Backgammon
In dem Fall, dass der Gegner noch keinen Stein herausgewürfelt hat und sich zusätzlich noch mindestens ein Stein des Gegners im Home-Board des Gewinners oder auf der Bar befindet, zählt das Spiel dreifach. Diese Gewinnstufe wird Backgammon genannt.
In einigen Mittelmeerländern wird ein Backgammon nur wie ein Gammon, also zweifach, gewertet.

## Dopplerwürfel

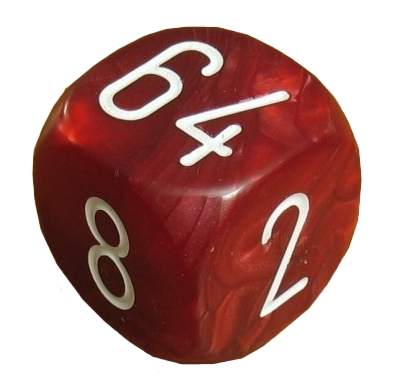
Dopplerwürfel

Vor allem in Backgammon-Wettkämpfen kommt ein besonderer Würfel zum Einsatz, mit dem allerdings nicht gewürfelt wird. Dieser Würfel wird Dopplerwürfel genannt und ist mit den Zahlen 2, 4, 8, 16, 32 und 64 beschriftet.
Zu Spielbeginn zeigt dieser Würfel die 64 auf der oberen Fläche, was zunächst keine Bedeutung hat. Gewinnt aber während des Spieles einer der Spieler den Eindruck, dass er das Spiel gewinnen wird, so kann er dem Gegner den Dopplerwürfel anbieten. Lehnt der Gegner das Angebot ab, so wird ihm das Spiel als verloren angerechnet. Akzeptiert der Gegner aber das Angebot, so erhält er beim ersten Mal den Dopplerwürfel mit der nach oben liegenden Zahl 2 als Hinweis darauf, dass das Ergebnis des Spiels verdoppelt wird.
Wenn dieser Spieler nun im weiteren Verlauf des Spieles zu der Meinung gelangt, dass er das Spiel gewinnen wird, kann er seinerseits dem Gegner den Dopplerwürfel anbieten. Der Würfel wird dann jeweils so gedreht, dass die nächstgrößere Zweier-Potenz sichtbar ist.
Verdoppeln darf der Spieler, in dessen Besitz sich der Dopplerwürfel befindet, und zwar vor dem eigentlichen Wurf mit den beiden Sechser-Würfeln. Erst wenn der Gegner angenommen hat, darf dieser Wurf erfolgen.
Wenn noch nicht verdoppelt wurde, steht beiden Spielern die Möglichkeit offen, dem Gegner ein Doppel anzubieten. Wenn eine Verdopplung abgelehnt wird oder das Spiel durch Abtragen aller Steine endet, zählt es mit dem bis dahin erreichten Wert des Dopplerwürfels, wobei die abgelehnte Verdopplung nicht zählt. Der Wert wird im Fall eines Gammons oder Backgammons mit zwei bzw. drei multipliziert.
Der Dopplerwürfel geht bis 64, aber nach den Regeln sind weitere Verdopplungen möglich, kommen aber unter Spitzenspielern äußerst selten vor. Selbst Verdopplungen bis 16 sind selten. In einem Match bis zu einer bestimmten Anzahl von Punkten (meist eine ungerade Zahl) ist ab einem bestimmten Wert weiteres Verdoppeln sinnlos, weil dann der Spieler, der dieses Spiel gewinnt, auch das ganze Match gewinnt, egal wie oft noch weiter verdoppelt wird.
Der Dopplerwürfel wird vor allem eingesetzt, um Spiele, deren Ausgang vorhersehbar ist, schneller zum Abschluss zu bringen. Erfahrene Spieler können anhand der Spielstellung besser erkennen, ob sie das Risiko einer Verdopplung eingehen können oder ob sie bei einer Verdopplung durch den Gegner besser aufgeben. Die Entscheidung hängt bei einem Match auch vom Punktestand ab. Der Spieler im Rückstand wird aggressiver verdoppeln und annehmen, während der Führende eher vorsichtig spielen wird.
Als Faustregel gilt: Wenn man noch mehr als ca. 25 % Gewinnchance hat, sollte ein Verdopplungsangebot angenommen werden (take); sind die Chancen geringer, gibt man besser auf (pass).
Wenn der Spieler, der sich im Vorteil befindet, eine gute Chance hat, ein Gammon oder gar Backgammon zu gewinnen, kann es vorteilhaft sein, nicht zu verdoppeln, um einen höheren Gewinn zu erzielen. Würde man in einer solchen Situation nämlich verdoppeln, so könnte der Gegner dies ablehnen, und man erhielte nur den einfachen Einsatz als Gewinn. Bezüglich des Verdoppelns siehe auch Kontra.

## Spielweisen und Sonderregeln

### Turnierspiel (Match play)
Backgammon-Turniere werden zumeist nach dem K.-o.-System ausgetragen. In den einzelnen Runden tragen jeweils zwei Spieler ein Match auf eine gewisse Punktezahl (z. B. 11 Punkte) aus.
Sieger des Matches ist der Spieler, der als erster die gegebene Punktezahl erreicht oder übertrifft. Die Punktedifferenz ist dabei unerheblich; es macht keinen Unterschied, ob ein Match mit z. B. 11:10 nur knapp oder mit 12:0 (etwa durch ein zweimal verdoppeltes Backgammon) hoch gewonnen wird. Der Sieger des Matchs erreicht die nächste Runde, der Verlierer scheidet aus oder spielt in einer Trostrunde (Consolation) weiter.
Diese Turnierform hat großen Einfluss auf die Spielstrategie, sodass man hierbei von Match play (im Gegensatz zu Money play) spricht. Die Frage, wie ein bestimmter Zug gesetzt werden soll, bzw. die Entscheidungen bezüglich des Verdoppelns, des Annehmens oder Ablehnens einer Verdopplung richten sich im Turnierspiel nicht allein nach der Position am Brett, sondern insbesondere auch nach dem Stand des Matchs.
Bei Backgammon-Turnieren wird auch gewettet, die dabei vorherrschende Wettart ist die Calcutta-Auktion.
Um sicherzustellen, dass die Würfelzahlen dieselben Wahrscheinlichkeiten aufweisen, werden in Turnieren ausschließlich sog. Präzisionswürfel verwendet.

#### Crawford-Regel
Die Crawford-Regel findet im Turnierspiel Anwendung. Steht ein Spieler einen Punkt vor dem Gewinn des Matchs (wenn er etwa soeben 10 Punkte in einem 11-Punkte-Match erreicht hat), so darf im darauffolgenden Spiel nicht gedoppelt werden. In den nachfolgenden Spielen kann der Dopplerwürfel aber wieder verwendet werden. Die Crawford-Regel ist im Turnierspiel allgemein üblich.
Ohne diese Regel würde der Spieler, dessen Gegner nur noch ein Punkt am Matchgewinn fehlt, „automatisch“ verdoppeln, weil er nichts zu verlieren, aber möglicherweise etwas zu gewinnen hat. Würde man aber das Verdoppeln, nachdem ein Spieler einen Punkt vor dem Sieg steht, gänzlich verbieten, wäre das wieder ungerecht dem Zurückliegenden gegenüber, weil der Führende sich seinen Vorsprung mit der Möglichkeit des Verdoppelns erkämpft hat, und so wäre es ungerecht, dem Zurückliegenden beim Versuch den Rückstand aufzuholen dieses Mittel zu versagen.
Die Crawford-Regel stellt daher einen bewährten, praktischen Kompromiss dar.
Diese Regel stammt von John R. Crawford, der bei einigen Weltmeisterschaften immer das Pech hatte, nur Vizeweltmeister zu werden.

### Chouette
Chouette ist eine Spielvariante für drei oder mehr Teilnehmer. Zu Beginn legen die Spieler durch Würfeln eine Reihenfolge fest; der Spieler mit der höchsten Zahl wird Mann in der Box; der zweithöchste Kapitän, der nächste Erster Berater usw.

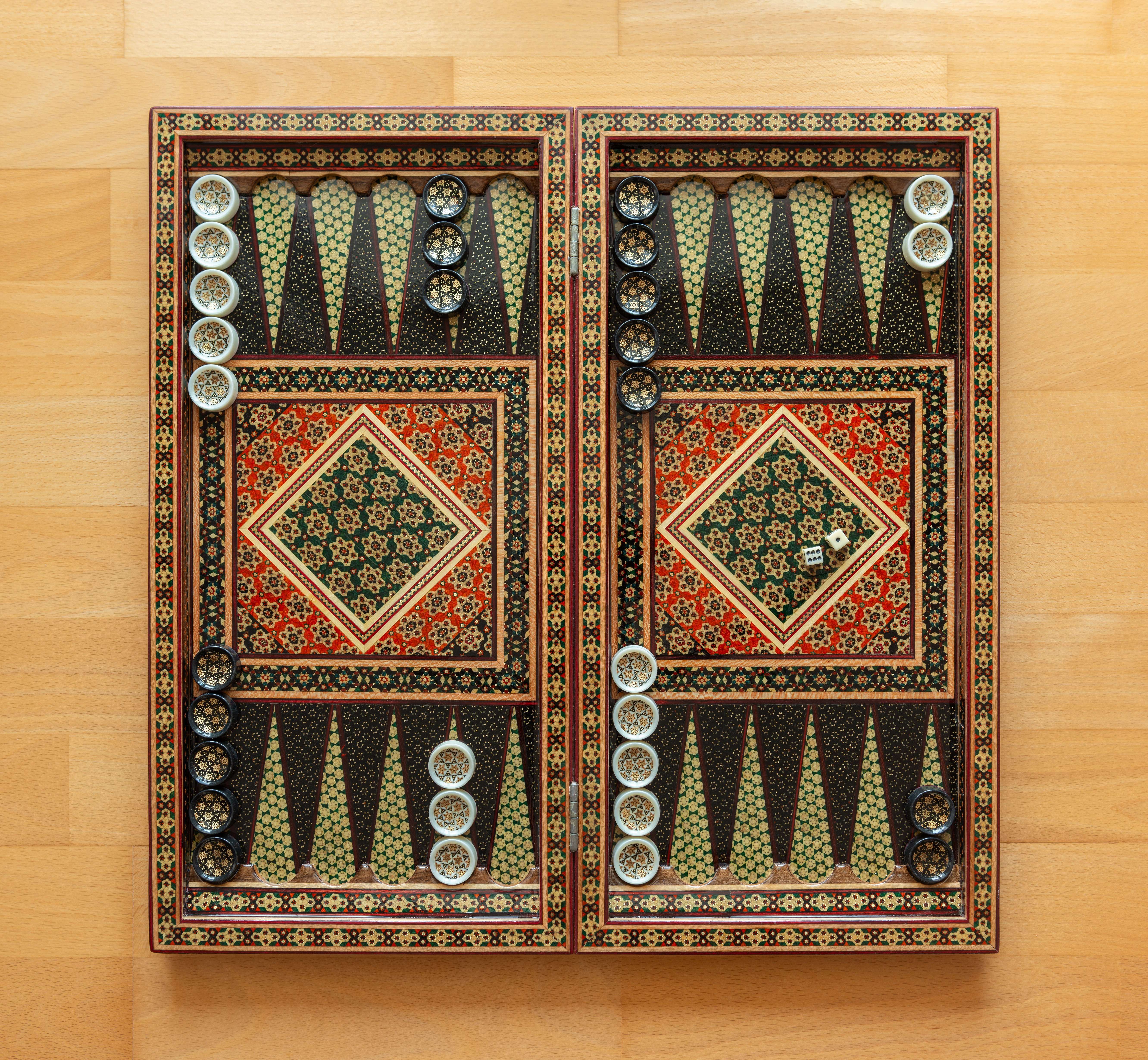
Nard Spielbrett in Khatam-Technik gefertigt aus Persien.

Der Mann in der Box ist nun Alleinspieler gegen den Kapitän und sein Team. Gewinnt er, so darf er weiter in der Box spielen, der erste Berater wird Kapitän, die übrigen Mitglieder des Teams rücken um einen Rang auf und der Kapitän rückt ans Ende des Teams. Gewinnt jedoch der Kapitän, so muss sich der Mann in der Box am Ende des Teams einreihen, der siegreiche Kapitän wird neuer Mann in der Box, der erste Berater wird Kapitän, die übrigen Mitglieder des Teams rücken um einen Rang auf.
Bietet der Mann in der Box eine Verdopplung an, so entscheidet jeder Spieler für sich, ob er das Doppel akzeptieren will oder nicht. Lehnt der Kapitän das Doppel ab, so wird er an das Ende des Teams gereiht, und der ranghöchste Spieler, der das Doppel akzeptiert, setzt das Spiel als neuer Kapitän fort. Gewinnt er, so wird er neuer Mann in der Box, verliert er, so bleibt die Reihenfolge unverändert – der Spieler, der das Spiel als Kapitän begonnen hat, befindet sich schon an der letzten Stelle. Annahme oder Ablehnung eines Doppels der Box haben ansonsten keine Auswirkungen auf die Rangfolge der Spieler.
Neben diesen Grundregeln der Chouette gibt es eine Fülle von höchst verschiedenartigen Regelungen einzelner Clubs, z. B. kann mit nur einem Verdopplungswürfel gespielt werden (Single cube chouette) oder es kann auch jedes Mitglied des Teams einen eigenen Verdopplungswürfel besitzen (Multi cube chouette).
Chouette bezeichnet ganz allgemein eine Methode, wie ein Zwei-Personen-Spiel zu dritt, zu viert etc. gespielt werden kann, dieses Prinzip findet man in abgewandelter Form auch beim Écarté (siehe dort), Piquet, Gin Rummy, Craps, Baccara, u. a.

### Weitere Sonderregeln

#### Jacoby-Regel
Die Jacoby-Regel ist nach Oswald Jacoby benannt. Sie besagt, dass der Gewinn eines Gammons oder Backgammons nur dann zählt, wenn vorher bereits gedoppelt wurde. Ziel ist es, das Spiel zu beschleunigen. Diese Regel bedarf jedoch der vorherigen Vereinbarung, beim Turnierspiel ist die Jacoby-Regel ausdrücklich ausgeschlossen, beim Spiel in einer Chouette ist sie durchaus gebräuchlich.

#### Beaver
Nach dieser Regel, die im Turnierspiel ebenfalls nicht üblich ist, kann ein Spieler, dem die Verdopplung angeboten wurde, den Würfel beim Annehmen gleich noch eine Stufe höher drehen, so dass der Spielwert insgesamt vervierfacht ist. Er hat also drei Optionen: aufgeben (Spiel zählt mit dem bisherigen Spielwert), annehmen (Spielwert wird verdoppelt) oder „beavern“ (Spielwert wird vervierfacht).
Als Ergänzung wird manchmal sogar noch die Racoon-Regel angewandt: wenn ein Spieler beavert, kann der andere, der das Doppel angeboten hat, den Wert nochmals verdoppeln, auf insgesamt das achtfache des vorherigen Wertes. Auch diese Regel bedarf der gesonderten Vereinbarung, beim Turnierspiel sind Beavers ausdrücklich ausgeschlossen, beim Spiel in einer Chouette sind sie durchaus gebräuchlich.

#### Automatisches Doppel
Würfeln die Spieler am Spielanfang die gleiche Zahl, wenn sie das Recht des ersten Zuges auswürfeln, dann wird der Spielwert verdoppelt. Diese Regel bedarf der vorherigen Vereinbarung, gilt als unseriös und ist beim Turnierspiel ausdrücklich ausgeschlossen.

#### Ablehnen des Eröffnungswurfes – California Rule
Diese Regel besagt, dass jeder Spieler seinen Eröffnungswurf ablehnen darf. Dafür wird der Dopplerwürfel eine Stufe höher gedreht. Diese Regel gilt ebenso wie das Automatische Doppel als unseriös, da beide nur dem Hochtreiben des Einsatzes dienen; sie sind beim Turnierspiel ausgeschlossen.

## Notation

Beispiel einer Notation im Programm GNU Backgammon

Die Spielzüge werden so notiert, dass für jeden Spieler die Zählung rückwärts erfolgt. Feld 24 des einen Spielers ist also Feld 1 des anderen, Feld 23 ist Feld 2, Feld 22 ist Feld 3 usw. Ein Stein auf der Bar wird als „Bar“ oder Feld 25 notiert, herausgenommene Steine werden mit „Off“ oder Feld 0 gekennzeichnet. Das Schlagen eines gegnerischen Steines wird mit einem „*“ markiert. Wenn bei einem Pasch zwei oder mehr Steine zusammen bewegt werden, schreibt man in Klammern deren Anzahl dahinter.

## Weitere Spiele auf dem Backgammonbrett
Neben dem international verbreiteten und standardisierten Backgammon gibt es auch andere Spiele auf dem gleichen oder einem ähnlichen Brett. Diese werden oft als Backgammon-Varianten bezeichnet, aber das ist meistens falsch. Seit alters her gab es viele Würfel-Brettspiele, lange vor Backgammon selbst, daher sind solche Spiele oft mehr mit anderen, älteren Spielen als mit Backgammon verwandt. Parlett teilt sie in vier Hauptkategorien auf: Vorläufer-Spiele (so Alea, Tabula, Nardshir), Spiele mit Gleichbewegung (Jacquet, Langer Puff, Verkehren), Spiele mit Gegenbewegung (Backgammon, Gegenpuff, Plakoto) und Spiele ohne Bewegung (Doublets, Ofanfelling, Los Doze Canes, Dames Rabattues).
In Griechenland ist Tavli (τάβλι) sehr verbreitet. Man spielt es in drei Varianten. Die erste ist dem Backgammon sehr ähnlich und heißt Portes (πόρτες), zu deutsch „Türen“. In der Variante Plakoto (πλακωτό) wird ein einzelner gegnerischer Stein blockiert statt geschlagen. Die dritte Variante heißt Fewga (φεύγα), hier ziehen die Gegner in der gleichen Richtung und man kann weder schlagen noch blockieren. In einem Tavli-Match werden üblicherweise die drei Varianten Portes, Plakoto und Fewga abwechselnd gespielt. In der Türkei, wo das Spiel ebenfalls sehr beliebt ist, heißt es Tavla. Auch in Bulgarien wird es gerne gespielt und heißt dort Tabla (Табла). Die persische Bezeichnung ist Tacht-e Nard (تخت نرد „Nardbrett“), Nard oder in Kurzform auch Tachte (= Brett).
Weitere Spiele sind:
- Acey Deucey (Vereinigte Staaten)
- Gioul (Türkei)
- Izmir Tavla (Türkei)
- Kotra (Island)
- Moultezim (Türkei)
- Sugoroku (Japan)
- Tabla/Tavla/Perzijska tabla (Bosnien und Herzegowina)
- Tabla (Bulgarien)
- Table (Rumänien)
- Tavla (Türkei)
- Tavli (Griechenland)
- Toccadille (Italien, Spanien, Frankreich)
- Tric Trac (Frankreich)
- Wurfzabel oder Puff (Deutschland) in den Formen
  - Konträrzabel oder kurzer Puff
  - Langzabel oder langer Puff (diese Variante ist im Schwarzwald als Brettle bekannt)

### Plakoto

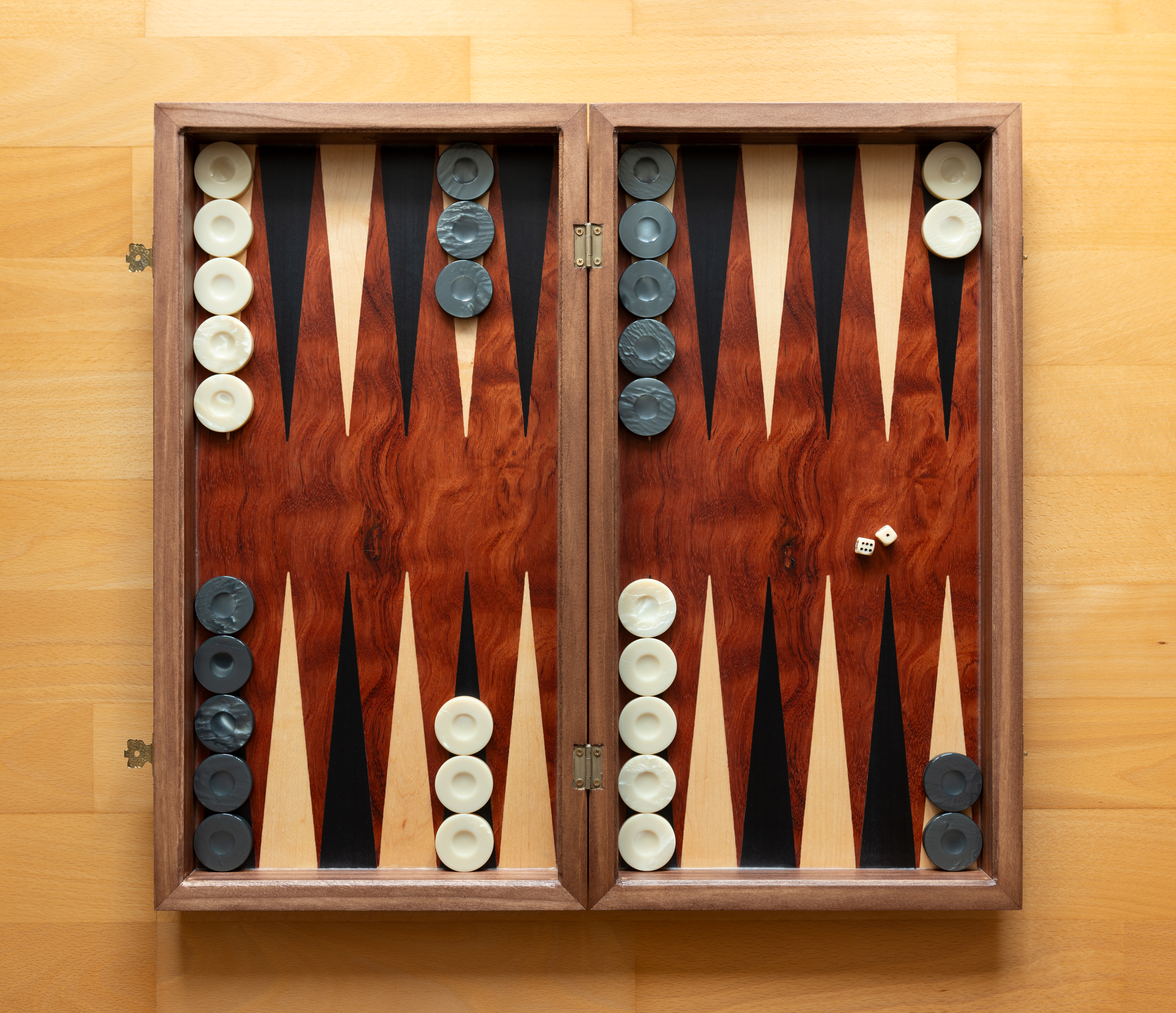
Klassisches griechisches Tavli Spielbrett aus Rosenholz mit Steinen aus Galalith.

Beim Plakoto (griechisch πλακοτό niedergedrückt) werden alle Steine auf die Position 1 des Heimfeldes gestellt. Ziel ist es, die Steine in das Heimfeld des Gegners zu bringen und dort herauszuwürfeln. Ein Schlagen ist nicht möglich. Einzelne gegnerische Steine können jedoch blockiert werden, indem einer oder mehrere der eigenen Steine auf dem Feld des gegnerischen Steins bleiben. Der gegnerische Stein kann erst wieder gezogen werden, wenn der letzte blockierende Stein weitergezogen wurde.

### Fewga/Nardi/Langbackgammon
In Griechenland, der Ukraine, im Kaukasus, besonders in Armenien, Georgien, Kasachstan und in Aserbaidschan wird Fewga (Nardi, Langbackgammon) gespielt. In den Neunzigern hat sich Nardi auch sehr stark in Russland verbreitet. Beide Spieler ziehen gegen den Uhrzeigersinn, und zu Beginn werden alle Steine eines Spielers auf einem Punkt aufgesetzt. Die Startpunkte liegen diagonal gegenüber, also um 12 Punkte auseinander. Man kann weder schlagen noch blockieren, auf vom Gegner besetzte Punkte darf nicht gesetzt werden. Man muss seinen ersten Stein am gegnerischen Startpunkt vorbeispielen, bevor man andere Steine ziehen darf. Hat man sechs aufeinanderfolgende Punkte besetzt (6er-Prime) und hat der Gegner alle seine Steine auf dem Punkt unmittelbar davor versammelt, muss man ein Feld frei machen, so dass er die Chance auf einen Zug hat. Man darf nicht alle sechs Punkte des eigenen Startfeldes (die ersten sechs Felder) gleichzeitig besetzen. Das Herauswürfeln erfolgt wie üblich.

### Nackgammon

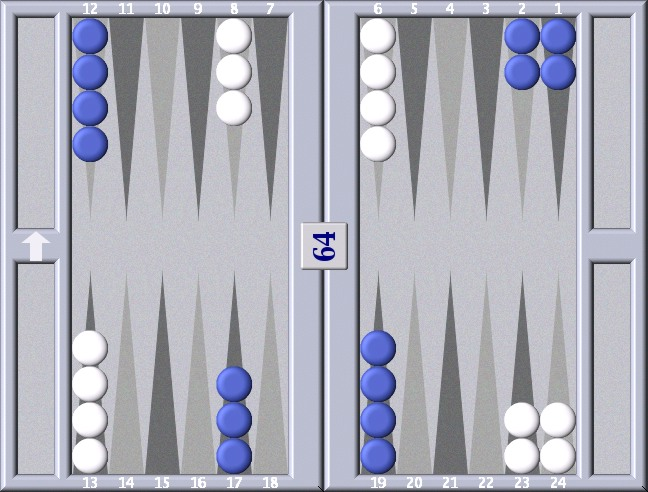
Nackgammon-Aufstellung

Auf Feld 23 sitzen zu Beginn zwei Steine, dafür auf den Feldern 13 und 6 nur je vier. Alle anderen Regeln sind wie beim normalen Backgammon. Diese Variante ist nach ihrem Erfinder Nack Ballard benannt.

### Hyper Backgammon
Diese auch kurz Hypergammon genannte Variante ist auf vielen Webservern beliebt. Jeder Spieler hat nur drei Steine, die zu Beginn auf den ersten drei Feldern, aus der Sicht des jeweiligen Spielers, aufgestellt werden. Die übrigen Regeln sind gleich.

### Rückwärts schlagen
Eine weitere moderne Abart von David Pilz und Lutz Wening besteht darin, dass man rückwärts schlagen darf. Alle anderen Regeln des klassischen Backgammon bleiben gültig. Eine Variante von René Schwab erlaubt das Rückwärtsschlagen nur mit der kleineren der gewürfelten Augenzahlen, was langwierige Blockaden vermeiden soll.

## Computerbackgammon

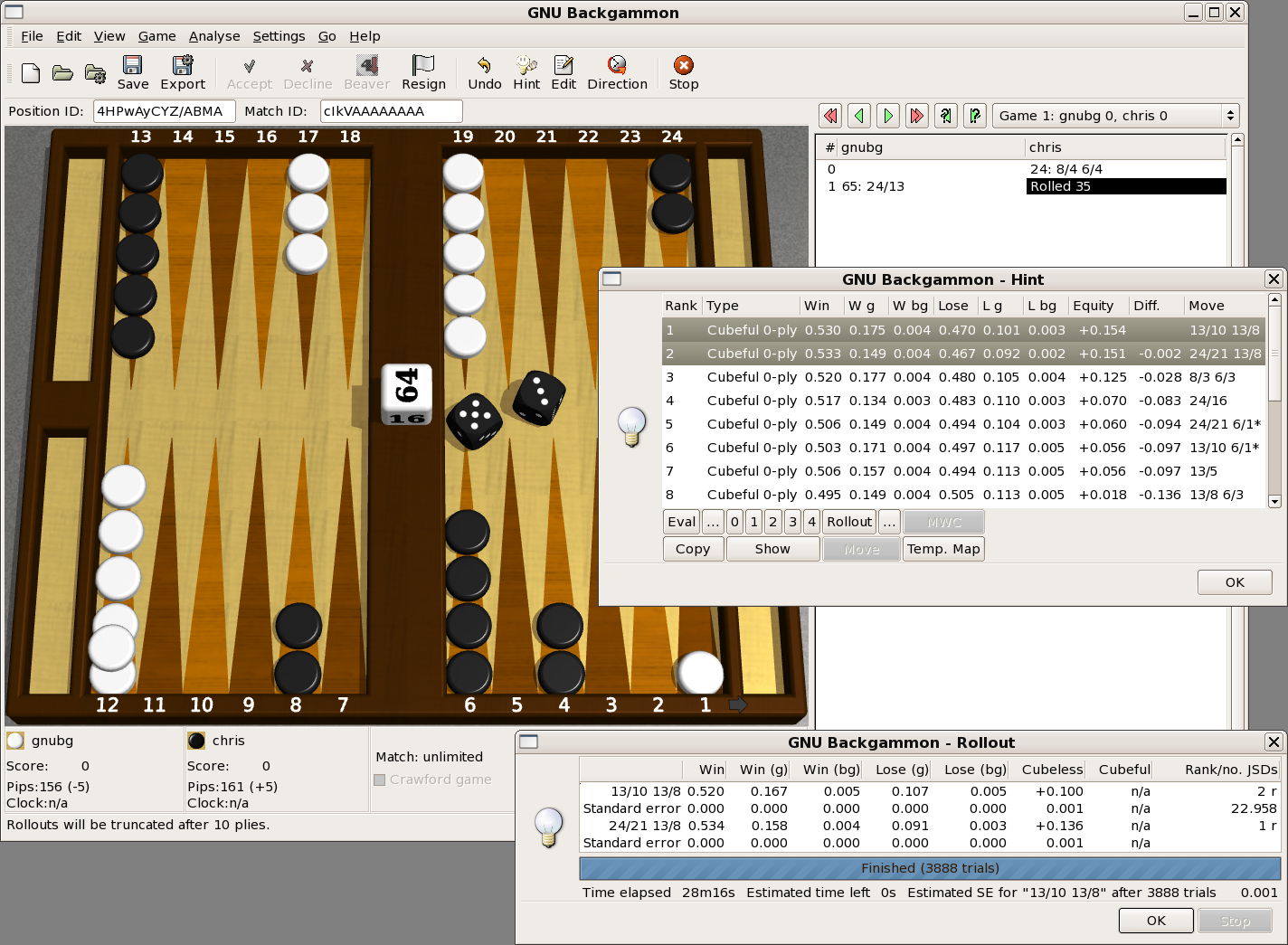
GNU Backgammon

Lange Zeit kamen Backgammonprogramme in ihrer Spielstärke nicht über ein mittelmäßiges Niveau hinaus. Erst in den späten 1980er-Jahren gelang es Gerald Tesauro mit TD-Gammon ein Programm zu entwickeln, das in etwa auf dem Niveau menschlicher Experten spielte. Dies wurde möglich mit sogenannten neuronalen Netzen, die Backgammon lernten, indem sie hunderttausende Spiele gegen sich selbst spielten und deren Gewichte mit einer Technik namens TD(Lambda) angepasst wurden.
Wenig später gab es ein erstes kommerzielles Programm namens JellyFish, das diese Techniken nutzte. JellyFish wird seit ca. 1998 nicht mehr weiterentwickelt. Mit der Version „3.5 light“ ist auch eine kostenlose Version erhältlich.
Die aktuell stärksten Programme sind die freie Software von GNU mit dem Namen GNU Backgammon (GNUbg), das kommerzielle Programm „eXtreme Gammon“ sowie die in Java geschriebene Shareware BGBlitz. Laut Aussage von Bill Robertie (zweifacher Backgammon-Weltmeister) und dem Spitzenspieler Neil Kazaross liegt deren Niveau über dem der besten menschlichen Spieler. Durch diese Software wurde es möglich, komplexe Stellungen zu untersuchen und so die Backgammon-Theorie zu erweitern.

## Mathematische Analysen
Aus Sicht der mathematischen Spieltheorie handelt es sich bei Backgammon um ein Zwei-Personen-Nullsummenspiel mit perfekter Information. Jede Position besitzt damit einen eindeutig bestimmten Wert, bei dem es sich um den Erwartungswert des Gewinns von Weiß bei beidseitig fehlerfreiem Spiel handelt – beim Backgammon wird dieser Erwartungswert als Equity bezeichnet. Für Positionen sehr später Endspiele sind diese Werte konkret berechenbar. Backgammon-Programme verwenden Verfahren zur approximativen Abschätzung der Positions-Werte.
Es gibt zwar keine Grenze für die Zahl der Züge einer Partie, ein Spiel kann beliebig lang dauern. Aber jedes Backgammon-Spiel endet mit der Wahrscheinlichkeit 1, wie Curt McMullen 1994 bewiesen hat: Für jede mögliche Strategie der beiden Spieler (auch wenn sie zusammenarbeiten sollten, um das Spielende hinauszuzögern) gilt, dass mit wachsender Zuganzahl {\displaystyle n} die Wahrscheinlichkeit, dass das Spiel nach höchstens {\displaystyle n} Zügen zu Ende ist, gegen 1 strebt.